# Harajuku Girls
Harajuku Girls son un grupo de bailarinas japonesas quienes han destacado en los últimos años por acompañar a la cantante Gwen Stefani a partir del año 2004. Sus integrantes son Maya Chino ("Love"), Jennifer Kita ("Angel"), Rino Nakasone-Razalan ("Music") y Mayuko Kitayama ("Baby"). Sus nombres artísticos están inspirados en el título de Love. Angel. Music. Baby., el disco solista de Stefani.

## Descripción
Gwen declaró que el nombre de su material discográfico proviene del sobrenombre de cada una de sus "Harajuku Girls": Love (Amor), Ángel (Angel), Music (Música), y Baby (Bebé). 
Las llaman Harajuku Girls (Chicas Harajuku) por la zona de Harajuku que se encuentra en Tokio (Japón), conocido como el lugar más popular para realizar compras y en donde varios jóvenes japoneses se congregan con atuendos únicos.
Siguiendo con la popularidad del área y con un estilo vanguardista, las "Harajuku Girls" adoptan varios estilos en su vestuario, entre ellos el Lolita —una corriente muy de moda entre las jóvenes japonesas—, el cual es una mezcla de los estilos victoriano y eduardino y cuyo resultado es el de una apariencia similar a una muñeca de porcelana.
Las Harajuku Girls han aparecido en 6 videos de Gwen Stefani "What You Waiting For?", "Rich Girl", "Hollaback Girl", "Luxurious", "Crash", "Wind It Up", "The Sweet Escape", "Now That You Got It" y "Settle Down". Además de en la portada de su primer disco como ya se mencionó se les dedicó el disco utilizando sus sobrenombres.
Para algunos la atracción de Gwen por la cultura del lejano oriente se debe principalmente a que la moda actual en Japón, se relaciona mucho con la imagen que ha manejado desde que formaba parte de No Doubt especialmente en su vestuario.[cita requerida] Stefani afirma que le parecería muy bien que la moda oriental se expandiera a los Estados Unidos.

## Las "Harajuku Girls"
- El verdadero nombre de Love es Maya Chino. Creció en Tokio y asistió a clases de ballet desde los 3 años.

- El verdadero nombre de Angel es Jennifer Kita. Nipona-estadounidense nacida en 1986 en Los Ángeles, California. Después de graduarse en el instituto, Jennifer se mudó a San Diego donde estudió hip-hop en Mesa College

- El verdadero nombre de Music es Rino Nakasone. Nacida el 10 de junio de 1979, creció en Okinawa. Su interés en el baile de produjo al ver videos de Michael Jackson y Janet Jackson, comenzó imitando sus movimientos. A los 19 años, se fue a Los Ángeles a estudiar danza. Más tarde dio clases en centros de artes escénicas y formó el grupo "Beat Freak".

- El verdadero nombre de Baby es Mayuko Kitayama. Nació el 17 de febrero y creció en Osaka. Tras varios años bailando en Japón, se mudó a Nueva York donde ensayó en talleres de danza.

- Datos: Q2290368